# Ocell sastre cap-roig
L'ocell sastre cap-roig o ocell sastre de capell vermell (Artisornis metopias) és una espècie d'ocell passeriforme que pertany a la família Cisticolidae pròpia de l'est d'Àfrica.

## Distribució i hàbitat
Se la troba a Moçambic i Tanzània.
L'hàbitat natural són els boscos montans humits tropicals.

## Subespècies
Es reconeixen dues subespècies:
- A. m. metopias (Reichenow, A 1907) - boscos muntanyosos de Tanzània al nord-oest de Moçambic (altilpà de Njesi)
- A. m. altus (Friedmann, H 1927) - est de Tanzània (muntanyes d'Uluguru)